# Comunistas da Rússia
Comunistas da Rússia (CPCR; Russo: Коммунистическая партия «Коммунисты России»; КПКР; Kommunisticheskaya partiya «Kommunisty Rossii», KPKR) é um partido comunista marxista-leninista antirrevisionista da Rússia. O Comunistas da Rússia foi fundado em maio de 2009 como uma organização pública não comercial, e registado oficialmente como partido político em abril de 2012.
O partido tem organizações regionais em 69 regiões e opera em 70 regiões da Rússia e tem filiação oficial com duas associações públicas inter-regionais : os comunistas de São Petersburgo e região de Leningrado e os comunistas do Extremo Oriente. O principal rival do partido à esquerda do espectro político da Rússia é o Partido Comunista da Federação Russa (PCFR), que se vê como o sucessor do Partido Comunista da União Soviética (PCUS).  O CR se considera uma alternativa ao PCFR, que acredita não ser mais um partido marxista e não poderá voltar ao poder enquanto Gennady Zyuganov for o secretário-geral.